# Virachola
Virachola är ett släkte av fjärilar. Virachola ingår i familjen juvelvingar.

## Bildgalleri

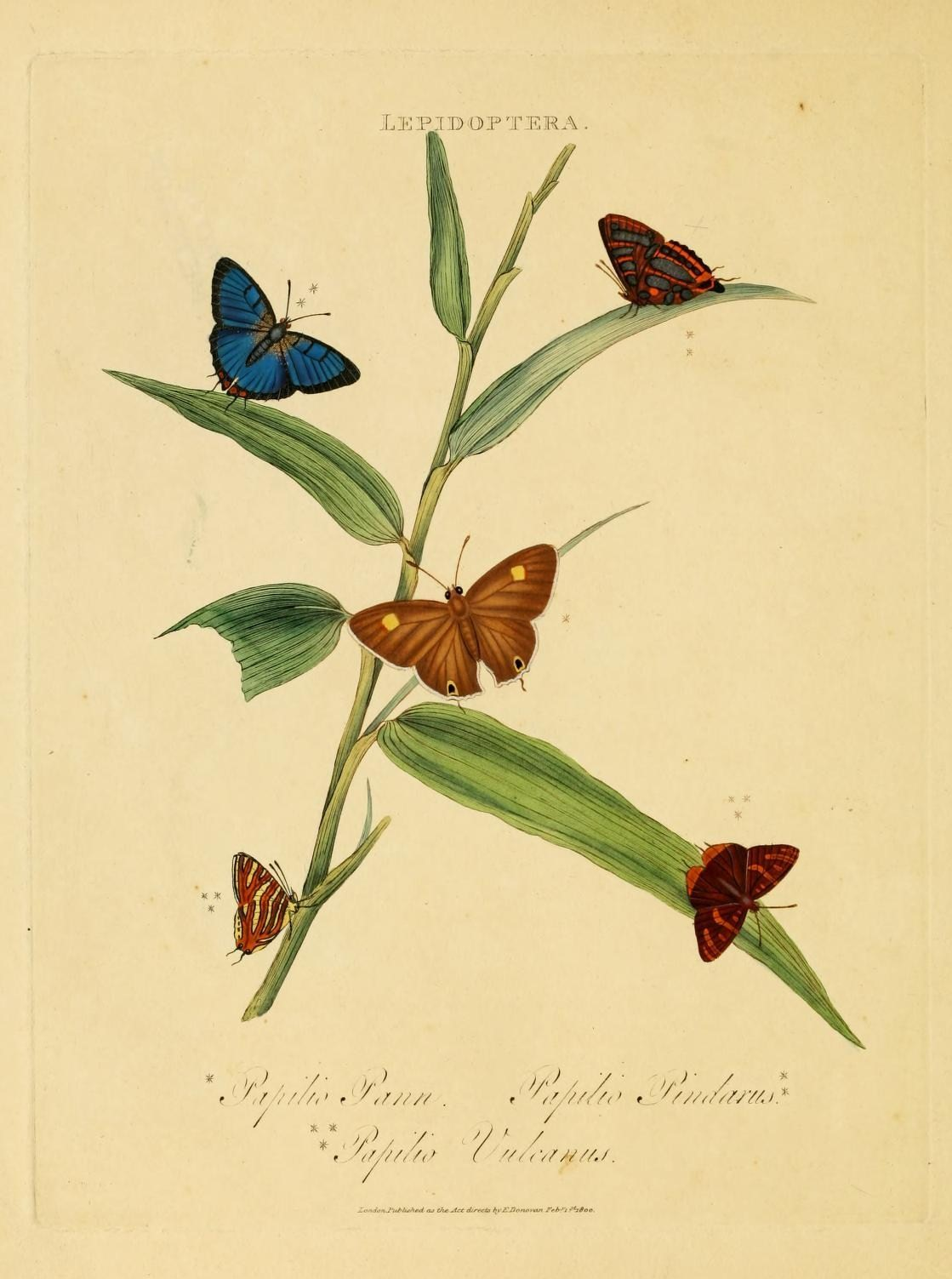
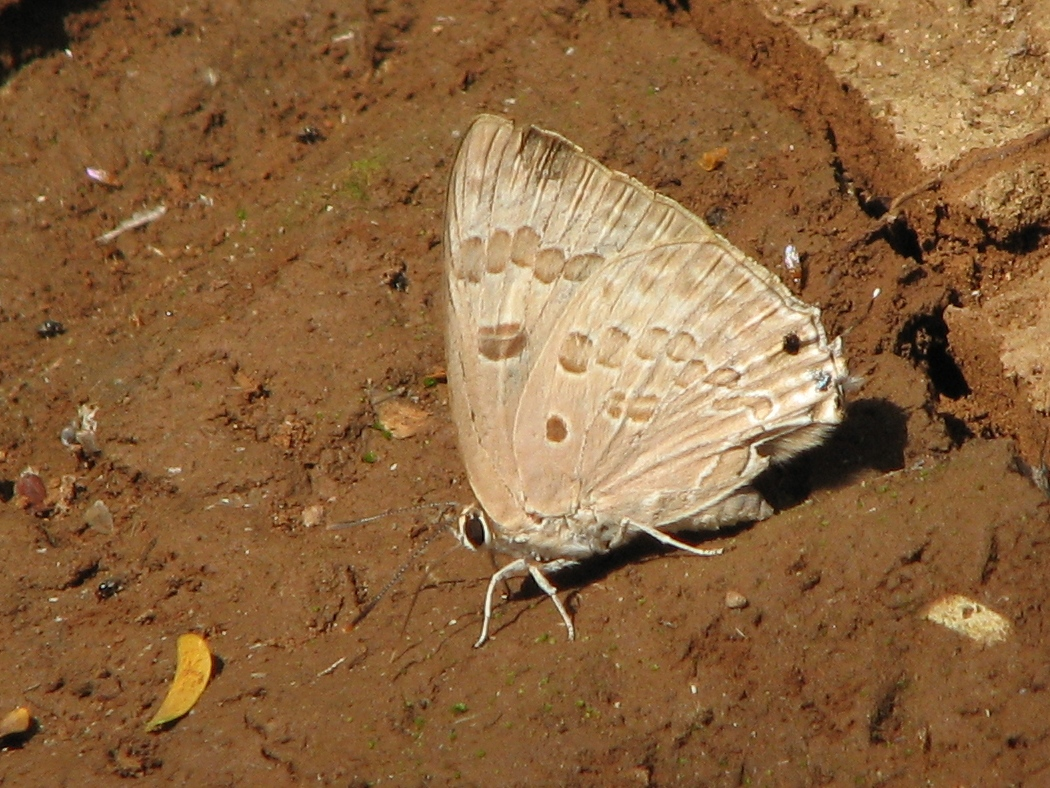
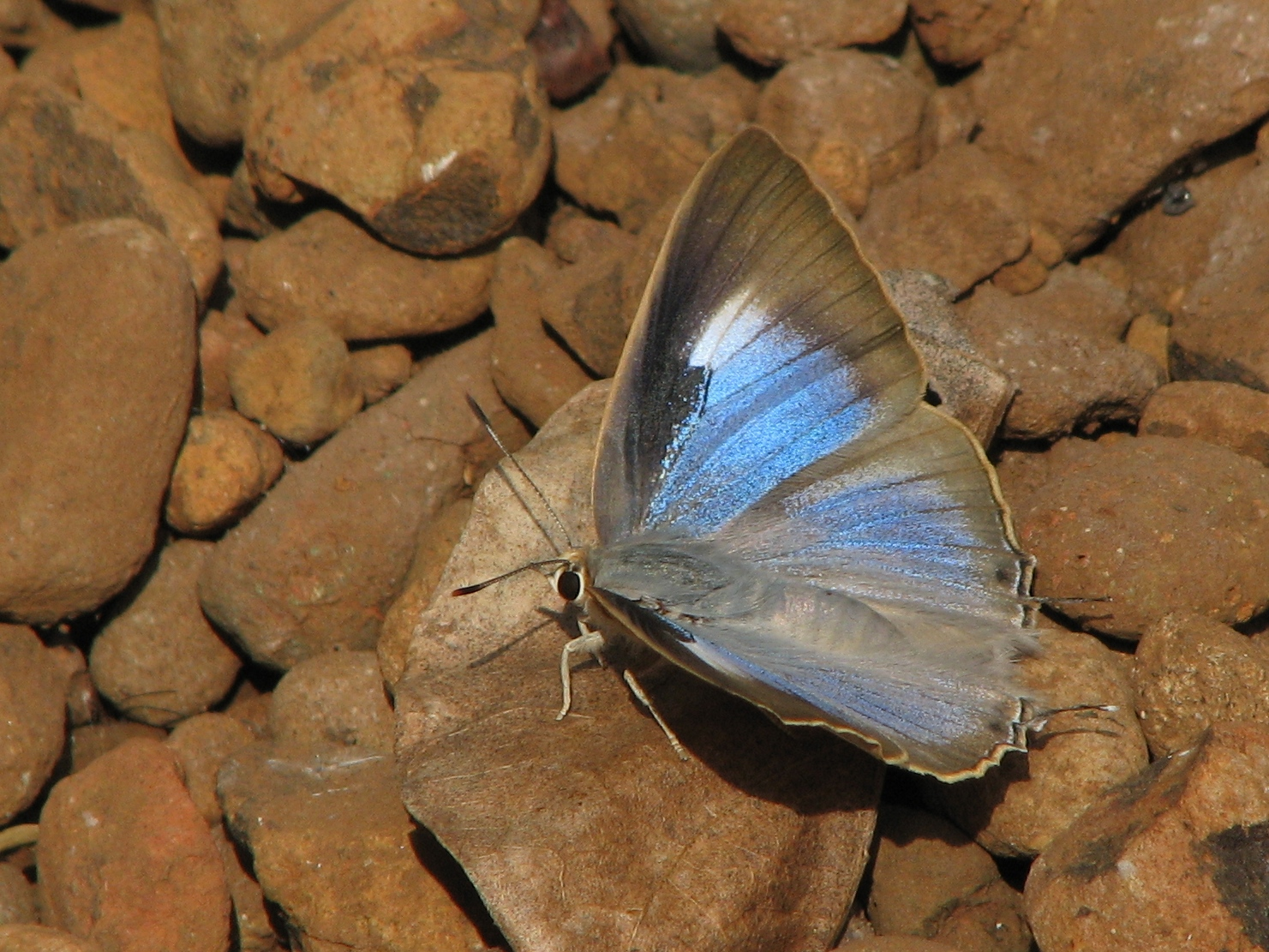
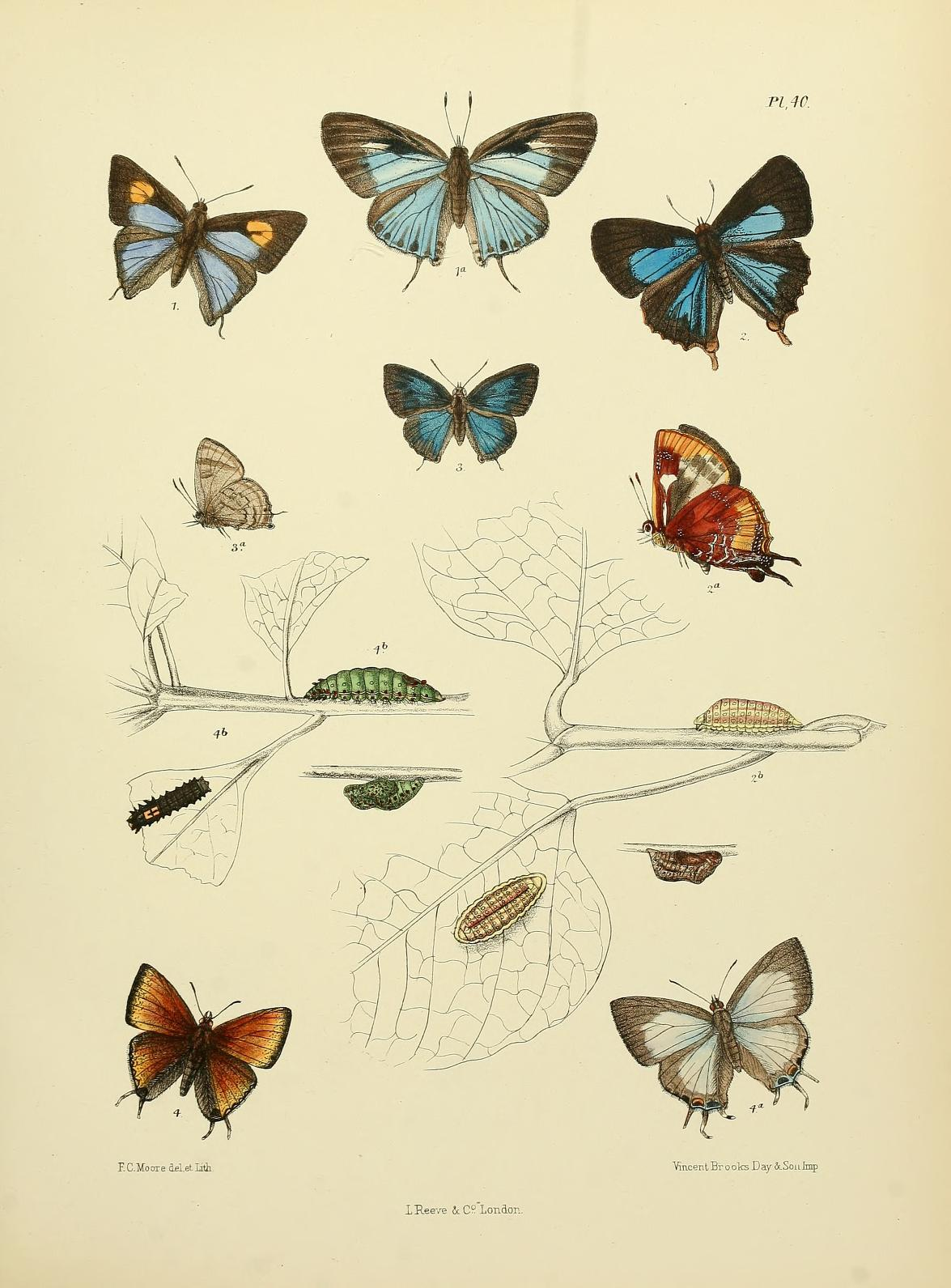

## Dottertaxa tillVirachola, i alfabetisk ordning[1]
- Virachola affinis
- Virachola albifrons
- Virachola bimaculata
- Virachola clara
- Virachola clearchus
- Virachola coffea
- Virachola dalyensis
- Virachola deliochus
- Virachola diomedes
- Virachola dohertyi
- Virachola ecaudata
- Virachola edwardsi
- Virachola ethoda
- Virachola ferrea
- Virachola fumata
- Virachola ghela
- Virachola isocrates
- Virachola jacksoni
- Virachola kayonza
- Virachola kessuma
- Virachola livia
- Virachola lorisona
- Virachola magda
- Virachola malaya
- Virachola maseas
- Virachola nicevillei
- Virachola obliterata
- Virachola pallescens
- Virachola pallida
- Virachola pann
- Virachola perse
- Virachola rutilans
- Virachola sesse
- Virachola silo
- Virachola similis
- Virachola suk
- Virachola sylvia
- Virachola throana
- Virachola tucca
- Virachola ufipa
- Virachola unimaculata
- Virachola vocetius
- Virachola zeloides
- Virachola zelomima